# Jakubov u Moravských Budějovic
Jakubov u Moravských Budějovic é uma comuna checa localizada na região de Vysočina, distrito de Třebíč.